# Parigi-Nizza 2007
La Parigi-Nizza 2007, sessantacinquesima edizione della corsa e valida come evento d'apertura dell'UCI ProTour 2007, categoria 2.PT, si svolse in sette tappe precedute da un cronoprologo iniziale dall'11 al 18 marzo 2007, per un percorso totale di 1260,2 km. Fu vinta dallo spagnolo Alberto Contador che terminò la gara in 29 ore 55 minuti 22 secondi, alla media di 42,11  km/h.
Partenza a Issy-les-Moulineaux con 160 ciclisti, dei quali 81 tagliarono il traguardo finale di Nizza.

## Tappe
| Tappa  | Data     | Percorso                                | km      | Vincitore di tappa | Leader cl. generale |
| ------ | -------- | --------------------------------------- | ------- | ------------------ | ------------------- |
| Prol.  | 11 marzo | Issy-les-Moulineaux (Cron. individuale) | 4,7     | David Millar       | David Millar        |
| 1ª     | 12 marzo | Cloyes-sur-le-Loir > Buzançais          | 186     | Jean-Patrick Nazon | David Millar        |
| 2ª     | 13 marzo | Vatan > Limoges                         | 177     | Franco Pellizotti  | Franco Pellizotti   |
| 3ª     | 14 marzo | Limoges > Maurs                         | 215,5   | Aleksandr Kolobnev | Franco Pellizotti   |
| 4ª     | 15 marzo | Maurs > Mende                           | 169,5   | Alberto Contador   | Davide Rebellin     |
| 5ª     | 16 marzo | Sorgues > Manosque                      | 178     | Jaroslav Popovyč   | Davide Rebellin     |
| 6ª     | 17 marzo | Brignoles > Cannes                      | 200     | Luis León Sánchez  | Davide Rebellin     |
| 7ª     | 18 marzo | Nizza > Nizza                           | 129,5   | Alberto Contador   | Alberto Contador    |
| Totale | Totale   | Totale                                  | 1 260,2 |                    |                     |

## Squadre partecipanti
| N.    | Cod. | Squadra            |
| ----- | ---- | ------------------ |
| 1-8   | LAM  | Lampre-Fondital    |
| 11-18 | GCE  | Caisse d'Epargne   |
| 21-28 | EUS  | Euskaltel-Euskadi  |
| 31-38 | CSC  | Team CSC           |
| 41-48 | DSC  | Discovery Channel  |
| 51-58 | RAB  | Rabobank           |
| 61-68 | C.A  | Crédit Agricole    |
| 71-78 | PRL  | Predictor-Lotto    |
| 81-88 | FDJ  | Française des Jeux |
| 91-98 | TMO  | T-Mobile Team      |

| N.      | Cod. | Squadra               |
| ------- | ---- | --------------------- |
| 101-108 | COF  | Cofidis               |
| 111-118 | QSI  | Quick Step-Innergetic |
| 121-128 | A2R  | AG2R La Mondiale      |
| 131-138 | GST  | Team Gerolsteiner     |
| 141-148 | BTL  | Bouygues Télécom      |
| 151-158 | LIQ  | Liquigas              |
| 161-168 | SDV  | Saunier Duval-Prodir  |
| 171-178 | AGR  | Agritubel             |
| 181-188 | MRM  | Team Milram           |
| 191-198 | AST  | Astana                |

## Dettagli delle tappe

### Prologo
- 11 marzo: Issy-les-Moulineaux – Cronometro individuale – 4,7 km

Risultati
| Pos. | Corridore       | Squadra       | Tempo |
| ---- | --------------- | ------------- | ----- |
| 1    | David Millar    | Saunier Duval | 6'01" |
| 2    | Roman Kreuziger | Liquigas      | a 1"  |
| 3    | Sébastien Joly  | F. des Jeux   | a 2"  |

| Pos. | Corridore       | Squadra       | Tempo |
| ---- | --------------- | ------------- | ----- |
| 1    | David Millar    | Saunier Duval | 6'01" |
| 2    | Roman Kreuziger | Liquigas      | a 1"  |
| 3    | Sébastien Joly  | F. des Jeux   | a 2"  |

### 1ª tappa
- 12 marzo: Cloyes-sur-le-Loir > Buzançais – 186 km

Risultati
| Pos. | Corridore          | Squadra     | Tempo    |
| ---- | ------------------ | ----------- | -------- |
| 1    | Jean-Patrick Nazon | AG2R Prév.  | 4h29'39" |
| 2    | Sebastian Siedler  | Team Milram | s.t.     |
| 3    | Mathew Hayman      | Rabobank    | s.t.     |

| Pos. | Corridore         | Squadra       | Tempo    |
| ---- | ----------------- | ------------- | -------- |
| 1    | David Millar      | Saunier Duval | 4h35'40" |
| 2    | Roman Kreuziger   | Liquigas      | a 1"     |
| 3    | Luis León Sánchez | C. d'Epargne  | a 2"     |

### 2ª tappa
- 13 marzo: Vatan > Limoges – 177 km

Risultati
| Pos. | Corridore         | Squadra  | Tempo    |
| ---- | ----------------- | -------- | -------- |
| 1    | Franco Pellizotti | Liquigas | 3h57'36" |
| 2    | Daniele Bennati   | Lampre   | a 2"     |
| 3    | Luca Paolini      | Liquigas | s.t.     |

| Pos. | Corridore         | Squadra       | Tempo    |
| ---- | ----------------- | ------------- | -------- |
| 1    | Franco Pellizotti | Liquigas      | 8h33'12" |
| 2    | David Millar      | Saunier Duval | a 6"     |
| 3    | Daniele Bennati   | Lampre        | s.t.     |

### 3ª tappa
- 14 marzo: Limoges > Maurs – 215,5 km

Risultati
| Pos. | Corridore          | Squadra    | Tempo    |
| ---- | ------------------ | ---------- | -------- |
| 1    | Aleksandr Kolobnev | Team CSC   | 4h59'35" |
| 2    | Tom Boonen         | Quick Step | a 12"    |
| 3    | Daniele Bennati    | Lampre     | s.t.     |

| Pos. | Corridore         | Squadra       | Tempo     |
| ---- | ----------------- | ------------- | --------- |
| 1    | Franco Pellizotti | Liquigas      | 13h32'59" |
| 2    | Daniele Bennati   | Lampre        | a 2"      |
| 3    | David Millar      | Saunier Duval | a 6"      |

### 4ª tappa
- 15 marzo: Maurs > Mende – 169,5 km

Risultati
| Pos. | Corridore          | Squadra       | Tempo    |
| ---- | ------------------ | ------------- | -------- |
| 1    | Alberto Contador   | Discovery Ch. | 4h07'26" |
| 2    | Davide Rebellin    | Gerolsteiner  | a 2"     |
| 3    | David López García | C. d'Epargne  | a 12"    |

| Pos. | Corridore        | Squadra       | Tempo     |
| ---- | ---------------- | ------------- | --------- |
| 1    | Davide Rebellin  | Gerolsteiner  | 17h40'34" |
| 2    | Alberto Contador | Discovery Ch. | a 6"      |
| 3    | Tadej Valjavec   | Lampre        | a 23"     |

### 5ª tappa
- 16 marzo: Sorgues > Manosque – 178 km

Risultati
| Pos. | Corridore         | Squadra       | Tempo    |
| ---- | ----------------- | ------------- | -------- |
| 1    | Jaroslav Popovyč  | Discovery Ch. | 4h11'51" |
| 2    | Francisco Ventoso | Saunier Duval | a 14"    |
| 3    | Samuel Dumoulin   | AG2R Prév.    | s.t.     |

| Pos. | Corridore        | Squadra       | Tempo     |
| ---- | ---------------- | ------------- | --------- |
| 1    | Davide Rebellin  | Gerolsteiner  | 21h52'39" |
| 2    | Alberto Contador | Discovery Ch. | a 6"      |
| 3    | Tadej Valjavec   | Lampre        | a 23"     |

### 6ª tappa
- 17 marzo: Brignoles > Cannes – 200 km

Risultati
| Pos. | Corridore         | Squadra       | Tempo    |
| ---- | ----------------- | ------------- | -------- |
| 1    | Luis León Sánchez | C. d'Epargne  | 4h46'32" |
| 2    | Mirco Lorenzetto  | Team Milram   | a 28"    |
| 3    | Jérôme Pineau     | Bouygues Tél. | s.t.     |

| Pos. | Corridore         | Squadra       | Tempo     |
| ---- | ----------------- | ------------- | --------- |
| 1    | Davide Rebellin   | Gerolsteiner  | 26h39'39" |
| 2    | Alberto Contador  | Discovery Ch. | a 6"      |
| 3    | Luis León Sánchez | C. d'Epargne  | a 16"     |

### 7ª tappa
- 18 marzo: Nizza > Nizza – 129,5 km

Risultati
| Pos. | Corridore          | Squadra       | Tempo    |
| ---- | ------------------ | ------------- | -------- |
| 1    | Alberto Contador   | Discovery Ch. | 3h15'47" |
| 2    | David López García | C. d'Epargne  | a 19"    |
| 3    | Joaquim Rodríguez  | C. d'Epargne  | a 22"    |

| Pos. | Corridore         | Squadra       | Tempo     |
| ---- | ----------------- | ------------- | --------- |
| 1    | Alberto Contador  | Discovery Ch. | 29h55'22" |
| 2    | Davide Rebellin   | Gerolsteiner  | a 26"     |
| 3    | Luis León Sánchez | C. d'Epargne  | a 42"     |

## Evoluzione delle classifiche
| Tappa              | Vincitore          | Classifica generale Maglia gialla | Classifica a punti Maglia verde | Classifica scalatori Maglia a pois | Classifica giovani Maglia bianca | Classifica a squadre Numero giallo |
| ------------------ | ------------------ | --------------------------------- | ------------------------------- | ---------------------------------- | -------------------------------- | ---------------------------------- |
| Prol.              | David Millar       | David Millar                      | David Millar                    | Non assegnata                      | Roman Kreuziger                  | Saunier Duval-Prodir               |
| 1ª                 | Jean-Patrick Nazon | David Millar                      | Daniele Bennati                 | Romain Feillu                      | Roman Kreuziger                  | Saunier Duval-Prodir               |
| 2ª                 | Franco Pellizotti  | Franco Pellizotti                 | Daniele Bennati                 | Stéphane Augé                      | Roman Kreuziger                  | Liquigas                           |
| 3ª                 | Aleksandr Kolobnev | Franco Pellizotti                 | Daniele Bennati                 | Heinrich Haussler                  | Roman Kreuziger                  | Liquigas                           |
| 4ª                 | Alberto Contador   | Davide Rebellin                   | Daniele Bennati                 | Heinrich Haussler                  | Alberto Contador                 | Caisse d'Epargne                   |
| 5ª                 | Jaroslav Popovyč   | Davide Rebellin                   | Daniele Bennati                 | Heinrich Haussler                  | Alberto Contador                 | Caisse d'Epargne                   |
| 6ª                 | Luis León Sánchez  | Davide Rebellin                   | Franco Pellizotti               | Thomas Voeckler                    | Alberto Contador                 | Caisse d'Epargne                   |
| 7ª                 | Alberto Contador   | Alberto Contador                  | Franco Pellizotti               | Thomas Voeckler                    | Alberto Contador                 | Caisse d'Epargne                   |
| Classifiche finali | Classifiche finali | Alberto Contador                  | Franco Pellizotti               | Thomas Voeckler                    | Alberto Contador                 | Caisse d'Epargne                   |

## Classifiche finali

### Classifica generale - Maglia gialla
| Pos. | Corridore          | Squadra       | Tempo     |
| ---- | ------------------ | ------------- | --------- |
| 1    | Alberto Contador   | Discovery Ch. | 29h55'22" |
| 2    | Davide Rebellin    | Gerolsteiner  | a 26"     |
| 3    | Luis León Sánchez  | C. d'Epargne  | a 42"     |
| 4    | Tadej Valjavec     | Lampre        | a 49"     |
| 5    | Franco Pellizotti  | Liquigas      | a 57"     |
| 6    | David López García | C. d'Epargne  | a 1'00"   |
| 7    | Cadel Evans        | Predictor     | a 1'01"   |
| 8    | Fränk Schleck      | Team CSC      | a 1'08"   |
| 9    | Samuel Sánchez     | Euskaltel     | a 1'12"   |
| 10   | Joaquim Rodríguez  | C. d'Epargne  | a 1'22"   |

### Classifica a punti - Maglia verde
| Pos. | Corridore         | Squadra       | Punti |
| ---- | ----------------- | ------------- | ----- |
| 1    | Franco Pellizotti | Liquigas      | 90    |
| 2    | Jérôme Pineau     | Bouygues Tél. | 81    |
| 3    | Davide Rebellin   | Gerolsteiner  | 80    |
| 4    | Alberto Contador  | Discovery Ch. | 74    |
| 5    | Samuel Sánchez    | Euskaltel     | 66    |

### Classifica scalatori - Maglia a pois
| Pos. | Corridore        | Squadra       | Punti |
| ---- | ---------------- | ------------- | ----- |
| 1    | Thomas Voeckler  | Bouygues Tél. | 65    |
| 2    | Tom Danielson    | Discovery Ch. | 42    |
| 3    | Alberto Contador | Discovery Ch. | 36    |
| 4    | Levi Leipheimer  | Discovery Ch. | 29    |
| 5    | Jaroslav Popovyč | Discovery Ch. | 25    |

### Classifica giovani - Maglia bianca
| Pos. | Corridore         | Squadra       | Tempo     |
| ---- | ----------------- | ------------- | --------- |
| 1    | Alberto Contador  | Discovery Ch. | 29h55'22" |
| 2    | Luis León Sánchez | C. d'Epargne  | a 42"     |
| 3    | Andy Schleck      | Team CSC      | a 2'20"   |
| 4    | Roman Kreuziger   | Liquigas      | a 2'41"   |
| 5    | Maxime Monfort    | Cofidis       | a 3'26"   |

### Classifica a squadre - Numero giallo
| Pos. | Squadra              | Tempo     |
| ---- | -------------------- | --------- |
| 1    | Caisse d'Epargne     | 89h49'06" |
| 2    | Team CSC             | a 3'50"   |
| 3    | Predictor-Lotto      | a 5'26"   |
| 4    | Discovery Channel    | a 5'30"   |
| 5    | Saunier Duval-Prodir | a 9'41"   |

## Punteggi UCI
| Pos.               | Corridore          | Squadra       | Punti |
| ------------------ | ------------------ | ------------- | ----- |
| 1                  | Alberto Contador   | Discovery Ch. | 56    |
| 2                  | Davide Rebellin    | Gerolsteiner  | 41    |
| 3                  | Luis León Sánchez  | C. d'Epargne  | 38    |
| 4                  | Tadej Valjavec     | Lampre        | 30    |
| 5                  | Franco Pellizotti  | Liquigas      | 28    |
| 6                  | David López García | C. d'Epargne  | 24    |
| 7                  | Cadel Evans        | Predictor     | 15    |
| 8                  | Fränk Schleck      | Team CSC      | 10    |
| 9                  | Samuel Sánchez     | Euskaltel     | 5     |
| 12                 | David Millar       | Saunier Duval | 3     |
| Jean-Patrick Nazon | AG2R Prév.         | 3             |       |
| Daniele Bennati    | Lampre             | 3             |       |
| Aleksandr Kolobnev | Team CSC           | 3             |       |
| Jaroslav Popovyč   | Discovery Ch.      | 3             |       |
| 15                 | Francisco Ventoso  | Saunier Duval | 2     |
| Tom Boonen         | Quick Step         | 2             |       |
| Joaquim Rodríguez  | C. d'Epargne       | 2             |       |
| Sebastian Siedler  | Team Milram        | 2             |       |
| Roman Kreuziger    | Liquigas           | 2             |       |
| Mirco Lorenzetto   | Team Milram        | 2             |       |
| 21                 | Sébastien Joly     | F. des Jeux   | 1     |
| Mathew Hayman      | Rabobank           | 1             |       |
| Luca Paolini       | Liquigas           | 1             |       |
| Samuel Dumoulin    | AG2R Prév.         | 1             |       |
| Jérôme Pineau      | Bouygues Tél.      | 1             |       |
| Joaquim Rodríguez  | C. d'Epargne       | 1             |       |

| Pos. | Squadra               | Punti |
| ---- | --------------------- | ----- |
| 1    | Caisse d'Epargne      | 20    |
| 2    | Team CSC              | 19    |
| 3    | Predictor-Lotto       | 18    |
| 4    | Discovery Channel     | 17    |
| 5    | Saunier Duval-Prodir  | 16    |
| 6    | Cofidis               | 15    |
| 7    | Française des Jeux    | 14    |
| 8    | Liquigas              | 13    |
| 9    | Euskaltel-Euskadi     | 12    |
| 10   | Bouygues Télécom      | 11    |
| 11   | Lampre-Fondital       | 10    |
| 12   | AG2R Prévoyance       | 9     |
| 13   | Crédit Agricole       | 8     |
| 14   | Astana Team           | 7     |
| 15   | T-Mobile Team         | 6     |
| 16   | Team Gerolsteiner     | 5     |
| 17   | Quick Step-Innergetic | 4     |
| 18   | Rabobank              | 3     |
| 19   | Team Milram           | 2     |

| Pos.      | Nazione     | Punti |
| --------- | ----------- | ----- |
| 1         | Spagna      | 87    |
| 2         | Italia      | 75    |
| 3         | Slovenia    | 30    |
| 4         | Australia   | 16    |
| 5         | Lussemburgo | 10    |
| 6         | Francia     | 6     |
| 7         | Regno Unito | 3     |
| Russia    | 3           |       |
| Ucraina   | 3           |       |
| 10        | Belgio      | 2     |
| Rep. Ceca | 2           |       |
| Germania  | 2           |       |